# Rostislaw Grigorjewitsch Boiko
Rostislaw Grigorjewitsch Boiko (russisch Ростислав Григорьевич Бойко; * 1. August 1931 in Leningrad; † 18. November 2002 in Moskau) war ein russischer Komponist.

## Leben
Boiko wuchs in Leningrad auf, erhielt seine musikalische Ausbildung jedoch größtenteils in Moskau. Dort besuchte er zunächst die Chorschule. Später begann er ein Musikstudium am Moskauer Konservatorium, wo er unter anderem Komposition bei Aram Chatschaturjan (bis 1957) studierte. Seit Abschluss seiner Studien wirkte Boiko als Komponist. Er unternahm einige Reisen in entlegene Gebiete der Sowjetunion, um die dortige Volksmusik zu studieren. Namhafte Interpreten wie Jewgeni Swetlanow setzten sich für seine Musik ein und spielten diese auf Schallplatte ein. 1977 wurde Boiko zum Verdienten Volkskünstler der RSFSR ernannt, 1982 mit dem Staatspreis ausgezeichnet.

## Stil
Boiko war in erster Linie Vokalkomponist. Er verstand es meisterhaft, die menschliche Stimme einzusetzen und wurde gerade durch seine Lieder und Chöre, denen oft Texte von Alexander Puschkin, Sergei Jessenin und Michail Issakowski zu Grunde liegen, in der UdSSR bekannt. Erst später wandte er sich verstärkt auch der Instrumentalmusik zu, wobei diese sich allerdings wiederum durch eine äußerst gesangliche Stimmführung auszeichnet. Boikos Schaffen ist durch die massive Anlehnung an die russische Volksmusik gekennzeichnet. Seine Musiksprache ist extrem konservativ, durch und durch tonal und weist klar den Einfluss der Ästhetik des in der Sowjetunion propagierten Sozialistischen Realismus auf. So behandelte Boiko in vielen Werken auch patriotische Themen wie den Zweiten Weltkrieg, was oft in eine Glorifizierung der Sowjetsoldaten mündet (etwa in der 3. Sinfonie). Bis zu einem gewissen Grade lassen sich in seinem Schaffen Parallelen zu der Musik Georgi Swiridows feststellen. In der Sowjetunion fand sein Schaffen großen Anklang. Im Westen stand man seiner Musik skeptischer gegenüber. Einzelne Rezensenten bezeichneten seine Werke sogar als Kitsch.

## Werke
- Orchesterwerke
  - Sinfonie Nr. 1 (1976)
  - Sinfonie Nr. 2 op. 64 (1978)
  - Sinfonie Nr. 3 d-Moll op. 76 mit Chor (1986)
  - "Das Jahr 1917", Chorsinfonie op. 13 nach Majakowski und Bagrizki (1958)
  - Suite über tschetscheno-inguschetische Themen (1958)
  - "Peters Glocken", Orchestersuite (1980)
  - Huzul-Rhapsodie c-moll op. 61 (1976)
  - Wolga-Rhapsodie C-Dur op. 62 (1976)
  - Karpaten-Rhapsodie D-Dur op. 63 für Violine und Orchester (1976)
  - Zigeuner-Rhapsodie d-moll für Klavier und Orchester (1976)
  - "Festliche Ouvertüre. Feierliche Fanfaren zur Übergabe der olympischen Flagge" (1980)
  - Festprozession op. 77 (1983)
  - Filmmusiken
- Vokalmusik
  - zwei Opern (1963, 1970)
  - "Wassili Tjorkin", Oratorium nach Alexander Twardowski op. 21 (1964)
  - "Von der Wolga zu den Karpaten", Suite für Soli, Chor und Volksorchester op. 25 (1967)
  - Wjatka-Lieder für Bass und Volksorchester op. 47 (1976; revidiert als Kantate op. 47a, 1982)
  - über 200 Lieder
  - über 100 Chöre
- Kammer- und Klaviermusik
  - Violinsonate op. 12 in einem Satz (1960)
  - Zwei Poeme für Violoncello und Klavier (1965)
  - Lyrische Suite für Klarinette und Klavier (1952)
  - Sonatine für Klavier op. 18 (1963)
  - "Die grünen Karpathen", Suite für Klavier (1971)

| Personendaten    | Personendaten                           |
| ---------------- | --------------------------------------- |
| NAME             | Boiko, Rostislaw Grigorjewitsch         |
| ALTERNATIVNAMEN  | Бойко, Ростислав Григорьевич (russisch) |
| KURZBESCHREIBUNG | russischer Komponist                    |
| GEBURTSDATUM     | 1. August 1931                          |
| GEBURTSORT       | Leningrad                               |
| STERBEDATUM      | 18. November 2002                       |
| STERBEORT        | Moskau                                  |